# 仲村美香
仲村 美香（なかむら みか、1987年5月19日 - ）は、日本の女性ファッションモデル。東京都福生市出身。愛称は「みかぷー」。

## 概要
テレビ東京のバラエティ番組『ピラメキーノ』内で結成された音楽ユニット「オンナラブリー」の一員で、ダンサーを務める。2010年2月10日、シングル「Onaraはずかしくないよ」でデビュー。
タレント、モデルとして活動する傍ら、2012-2013年までセシルマクビーのコスメディレクターの務め、その後自身のアクセサリーブランド「MIDASTOUCH」（ミダスタッチ）を立ち上げる（2013年〜）。その２年後にアパレルブランド「MARQUE IMPORT」（マルクインポート）を立ち上げ（2015年〜）、翌年にトータルビューティーブランド「PANDORACARE」（パンドラケア）立ち上げて（2016年〜）現在は３つのブランドのディレクターを務めている。
2020年には自身初となるスタイルブック「LLIOS&FEGARI」を発行。(出版:Jan publishers)
タレントの辰巳奈都子は中学時代の同級生。

## 出演経歴

### テレビ番組
- ピラメキーノ（テレビ東京）
- 女子☆ブロ（テレビ東京）
- BREAK SG（青森朝日放送）
- ゼロイチ（日本テレビ、2021年8月）バリキャリさんは誰？に出演
- イケメン美女と過ごす夜（日本テレビ、2014年4月）
- 行列のできる法律相談所（日本テレビ　2014年）
- 夢がぁる（千葉テレビ放送他、2011年1月 - 3月）
- うたばん（TBS オンナラブリーで出演 )
- おはスタ（テレビ東京　オンナラブリーで出演）
- 月間MelodiX!（テレビ東京　オンナラブリーで出演）
- やりすぎコージー（テレビ東京　オンナラブリーで出演）

### CM
- ジョージア カタログに挑戦in青森（コカコーラ）

### 雑誌
- SG
- BLENDA
- JELLY
- KATY
- ネイルUP
- SCawaii!
- WWD Beauty (2016年）
- Majesty（2013年〜2014年）

### CD/DVD
- CD 「Onaraはずかしくないよ」2010年2月10日
- CD 「Punchしたっていいんだよ」2010年8月25日
- DVD「コクリマクリスティ」 2011年7月27日

### ショー／イベント
- a-nation2010
- LIVE STAND 2010
- LIVE STAND 2011
- 吉本 WANDER CAMP2010
- Girls Award 2011
- Girls Award 2012
- 東京ランウェイ 2014